# ROKS Cheonan (PCC-772)

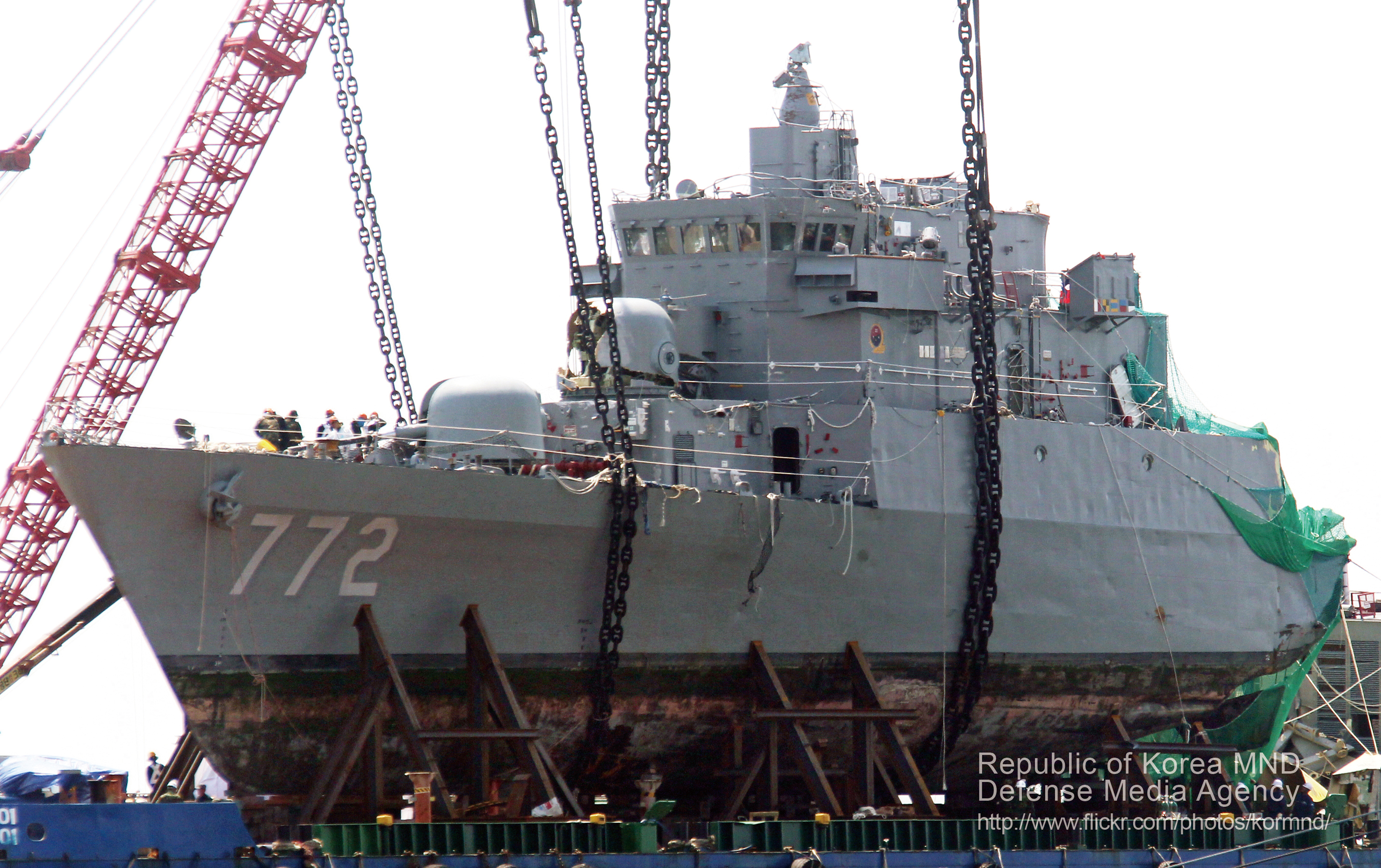
Het voorschip op een ponton

ROKS Cheonan (PCC-772) was een Pohang-klasse korvet van de marine van Zuid-Korea. Het schip kwam gereed in 1989. Op 26 maart 2010 brak ze in tweeën en zonk nabij de zeegrens met Noord-Korea, waarbij 46 matrozen om het leven kwamen. Een onderzoek uitgevoerd door een team van experts uit binnen- en buitenland concludeerde dat Cheonan tot zinken was gebracht door een torpedo gelanceerd door een Noord-Koreaanse mini-onderzeeboot van de Yeono-klasse.

## Geschiedenis
De Cheonan is gebouwd op de scheepswerf van Korea Tacoma Marine Industries. De korvet van 1200 ton had als belangrijkste taak kustpatrouilles, met de nadruk op onderzeebootbestrijding. Cheonan was eerder betrokken bij de eerste slag om Yeonpyeong in 1999 en liep hierbij lichte schade op. Het schip zou in 2019 buiten gebruik worden gesteld.

## Ondergang
Op 26 maart 2010 vond een explosie plaats aan de achterkant van Cheonan. Als een gevolg hiervan brak het schip in tweeën en zonk in korte tijd. Het schip lag in 45 meter diep water, een klein deel van de romp was nog zichtbaar boven water. De oorzaak van deze explosie werd niet meteen vastgesteld.
Het schip begon te zinken om 21:20 lokale tijd op circa 1 zeemijl (1,9 km) voor de zuidwestkust van het eiland Baengnyeong in de Gele Zee. Dit Zuid-Koreaanse eiland ligt ten zuiden van de Northern Limit Line, de de facto grens met Noord-Korea. Het schip telde toen een bemanning van 104 man. Hiervan werden er 58 gered en 46 bemanningsleden werden vermist.
Op 17 april 2010 ontkende Noord-Korea elke betrokkenheid bij dit incident. Een hoge militair werd geciteerd: “De marionettenmilitaire oorlogsstokers, rechtse conservatieve politici en de groep andere verraders in Zuid-Korea proberen nu dwaas om koste wat het kost het ongeluk met het noorden in verband te brengen.” In 2015 ontkende Noord-Korea nogmaals enige verantwoordelijkheid.
Diverse schepen en vliegtuigen hielpen bij de redding van de bemanning. Op 27 maart werd gemeld dat de hoop om de 46 vermiste bemanningsleden levend terug te vinden aanzienlijk was afgenomen. De overlevingstijd in het water werd geschat op ongeveer twee uur en grote golven belemmerden de zoektocht naar overlevenden en de reddingspogingen.

## Berging en onderzoek
Op 15 april 2010 werd het achterschip door een grote drijvende kraan van de zeebodem getakeld. Op 24 april 2010 volgde het boegdeel. De geborgen delen van het schip werden naar de marinebasis van Pyongtaek getransporteerd. Hier vond het onderzoek plaats naar de oorzaak van het zinken door experts uit Zuid-Korea, de Verenigde Staten, het Verenigd Koninkrijk, Canada, Australië en Zweden.
Op 25 april 2010 maakte de Zuid-Koreaanse minister van Defensie, Kim Tae-Young, het voorlopige resultaat bekend dat de explosie veroorzaakt was door een torpedo. Op 20 mei 2010 presenteerde de commissie haar onderzoeksresultaten en verklaarde dat het schip tot zinken was gebracht door een Noord-Koreaanse torpedo-aanval. Diverse torpedo-onderdelen waren op 15 mei 2010 geborgen in de buurt van het gezonken korvet en deze waren afkomstig uit Noord-Korea. Op 13 september 2010 werd het eindrapport uitgebracht, hierin staat: "De Cheonan was gebroken en tot zinken gebracht als gevolg van een schokgolf en belleneffect veroorzaakt door de onderwaterexplosie van een torpedo. De ontploffingslocatie was drie meter naar bakboord van het centrum van de gasturbinekamer en op een diepte van 6-9 meter..."
Noord-Korea ontkende dat het verantwoordelijk was voor het zinken. De Volksrepubliek China vond de conclusie van de onderzoekscommissie niet geloofwaardig. De Russische marine kwam ook met een afwijkende conclusie. Op 9 juli 2010 legde de Veiligheidsraad van de Verenigde Naties een verklaring af waarin de aanval werd veroordeeld, maar zonder de aanvaller te identificeren.

## Museumschip
De Cheonan is nu een museumschip op de marinebasis Pyeongtaek. Het is gestationeerd in de buurt van de patrouilleboot ROKS PKM 357 die tijdens de tweede slag om Yeonpyeong tot zinken is gebracht.